# Paramaxillaria amatrix
Paramaxillaria amatrix är en fjärilsart som beskrevs av Hans Zerny 1927. Paramaxillaria amatrix ingår i släktet Paramaxillaria och familjen mott. Inga underarter finns listade i Catalogue of Life.